# Cosolapa
Cosolapa è un comune del Messico, situato nello stato di Oaxaca, il cui capoluogo è la omonima località.